# 고대 페르시아어

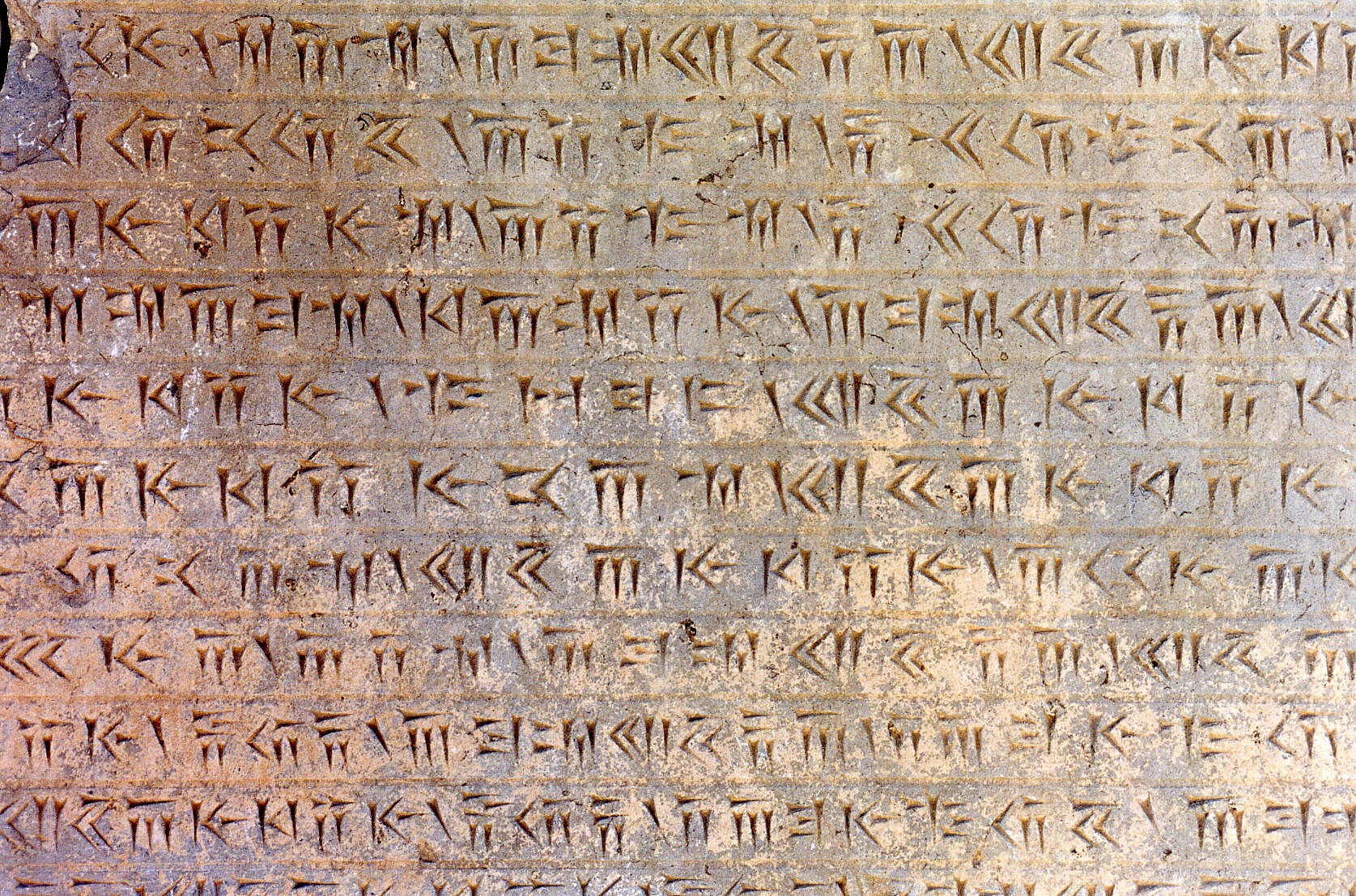
페르세폴리스 점토판

고대 페르시아어는 고대 페르시아에서 사용되던 언어 가운데 하나이다. 주로 비문과 점토판에 표시하였고 기원전 600년경부터 기원전 300년경까지 아케메네스 왕조 시대의 민중들이 주로 사용하던 언어였다.
중세 페르시아어(팔라비어)와 현대 페르시아어의 조상에 해당한다.

## 같이 보기
- 아케메네스조 페르시아
- 고대 페르시아 쐐기 문자
- 아베스타어
- 페르시아어